# Психология на представянето
Психология на представянето е клон на психологията, който се фокусира върху факторите, които позволяват на индивидите, отборите (тимовете) и групите да просперират и да станат най-добри. Това означава „представящият се“ да постига успех като развива ума си и ежедневно да тренира умствените си умения. Това спомага за постигане на върхови постижения в спорта, бизнеса, развлекателната сфера (музика, медии и т.н. – бел. тук става дума за изпълнителите) и в професионалния живот на всички, които трябва да се представят по някакъв начин, независимо дали на топ ниво / върхово, професионално или аматьорски. 